# Баст, Пьер
Пьер Баст (21 ноября 1768, Бордо — 29 января 1814, Бриенн-ле-Шато)- французский военачальник, контр-адмирал, прославившийся как командир моряков Императорской гвардии Наполеона, подразделения, по образцу которого был сформирован российский Гвардейский экипаж.

## Биография
Будущий контр-адмирал родился в портовом городе в семье торговца лесом, и плавал на судах юнгой с 12 лет. Несмотря на то, что период с 1782 по 1787 год он провел на берегу, прежде чем снова вернутся в море, к 1790 году он был уже лейтенантом. Корабли, на которых служил Баст, в основном курсировали между Бордо и французской Вест-Индией, особенно Сан-Доминго.
Офицерский корпус французского флота в массе своей не принял революцию, однако Баст революцию поддержал. В 1795 году он отличился в бою у острова Груа, через некоторое время попал в плен, но бежал из плена.
Когда в 1796 году армия генерала Бонапарта развивала наступление в Италии, корабль Баста курсировал вдоль побережья, поддерживая её. В 1796 году он командовал галерой на озере Гарда, но при наступлении австрийцев был вынужден её сжечь. Когда французы вновь завладели Италией, именно корабль Баста доставил во Францию квадригу святого Марка.
Когда Наполеон отправился с армией морским путём в Египет, Баст отличился при захвате Мальты. После разгрома французского флота в битве при Абукире, небольшой корабль Баста ускользнул на Мальту, которую вскоре блокировал английский флот. Басту было поручено проскочить мимо британских кораблей и доставить депеши во Францию, что он и сделал.

## Служба в Императорской гвардии
Став первым консулом, а затем императором, Бонапарт сформировал гвардию Консулов, в состав которой было включено подразделение моряков. Для службы в этом элитном подразделении в качестве офицера был выбран и Баст. В 1804 году, командуя канонерской лодкой под Гавром, он выдержал бой с более крупным британским кораблем, чем ещё более укрепил свою репутацию.
Баст содействовал с моря при осаде Данцига и взятии Пиллау. В 1808 году он сражался в Испании на суше во главе моряков гвардии в неудачном для французов сражении при Байлене, был взят в плен, но вскоре освобождён. В чине полковника и в должности командира гвардейских моряков Баст сражался в 1809 году, также на суше, против австрийцев, при Экмюле и при Ваграме. В 1809—1810 годах снова воюет в Испании, очистил от повстанческих отрядов провинцию Сория. Граф империи (1809), контр-адмирал (1811).
В 1811 году недолгое время командир Булонской флотилии.
В 1814 году Баст сражался во главе бригады Молодой гвардии во время знаменитой Шестидневной войны Наполеона и был убит в сражении при Бриенне. Могила Баста сохранилась в городе до сих пор.
Наполеоновская эпоха была временем расцвета французской армии но непростой ситуации на флоте. Тем не менее, именно в этот период возникло подразделение моряков гвардии, которые могли использоваться и как линейная пехота, и как военные инженеры — смотря по необходимости. Пьер Баст, командовавший этим подразделением в 1809—1811 годах, немало сделал для французских моряков, сражавшихся в непривычных для них условиях.

## Награды
Коммандан ордена Почётного легиона (28 февраля 1810)

## Память

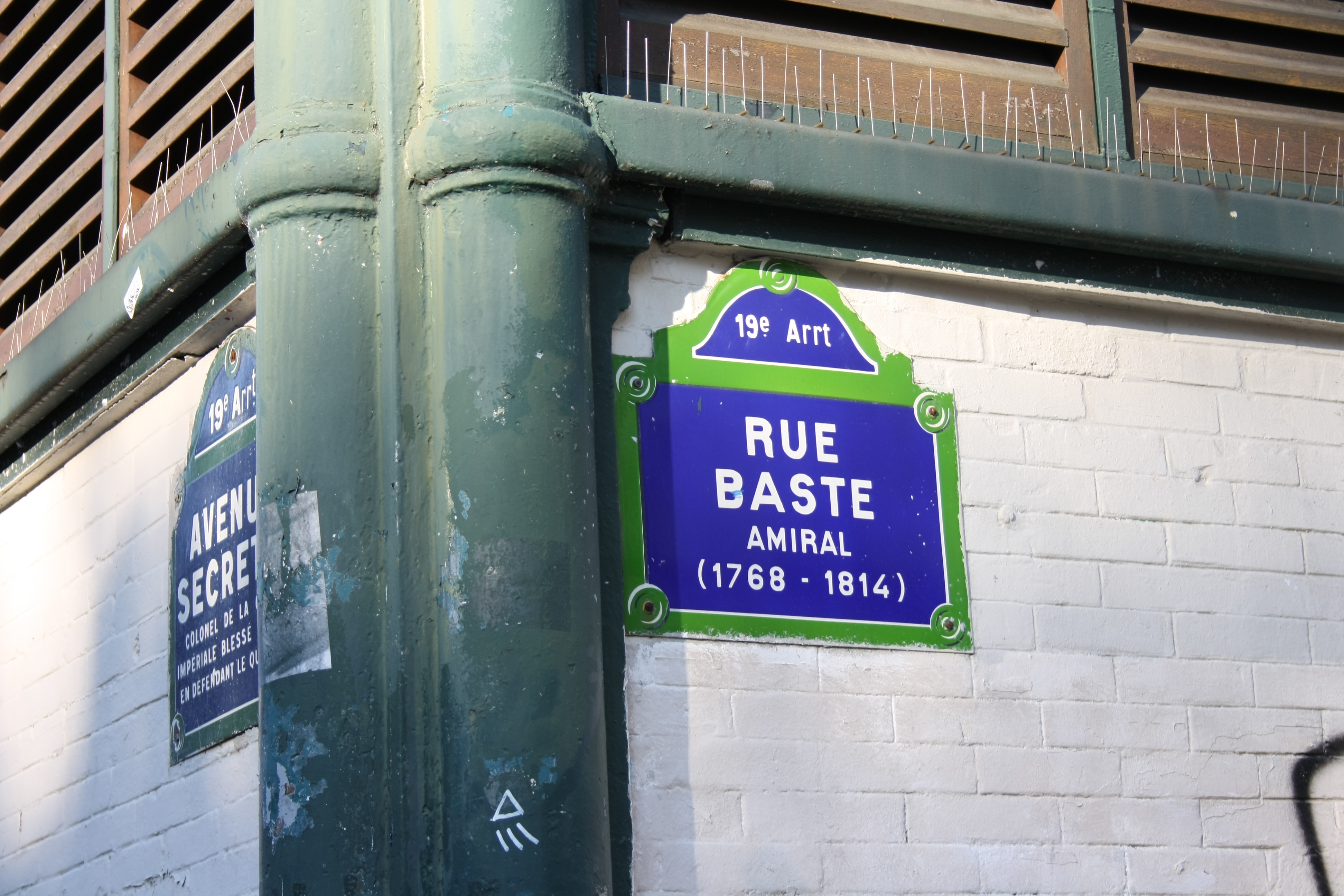

- Имя контр-адмирала Баста написано на западной стене Парижской триумфальной арки.
- Именем Баста названа улица в XIX округе Парижа.
- Именем Баста названа также улица в Бордо.